# جان برونر
جان برونر (انگلیسی: Sir John Brunner, 1st Baronet; ۸ february ۱۸۴۲ – ۱ ژوئیه ۱۹۱۹ (۷۷ ساله)) سیاستمدار، شیمی‌دان، صنعت‌گر و کارآفرین اهل پادشاهی متحد بریتانیای کبیر و ایرلند بود، که در سال ۱۸۷۳ شرکت برونر موند را تأسیس کرد.